# Грачи (притока Калитвенця)
Грачи́ — річка в Росії, Ростовська область. Гирло річки знаходиться в 74 км по правому березі річки (Великий) Калитвинець. Довжина річки становить 10 км. 
Над Грачами положений хутір Грачи Тарасовського району. 

## Дані водного реєстру
За даними державного водного реєстру Росії відноситься до Донського басейнового округу, водогосподарська ділянка річки - Сіверський Донець від кордону РФ з Україною до впадіння річки Калитви, річковий підбасейн річки Сіверський Донець (російська частина басейну). Річковий басейн річки Дон (російська частина басейну).
За даними геоінформаційної системи водогосподарського районування території РФ, підготовленої Федеральним агентством водних ресурсів:
- Код водного об'єкта в державному водному реєстрі - 05010400512107000013990
- Код за гідрологічної вивченості (ГІ) - 107001399
- Код басейну - 05.01.04.005
- Номер тома з ГІ - 07
- Випуск за ГІ - 0